# Port-Saint-Père
Ne doit pas être confondu avec Saint-Pierre-en-Port.
Pour les articles homonymes, voir Saint-Père.
Port-Saint-Père est une commune de l'ouest de la France, située dans le département de la Loire-Atlantique, en région Pays de la Loire.
Ses habitants s'appellent les Port-Saint-Périns et les Port-Saint-Pérines. Port-Saint-Père comptait 2 877 habitants au recensement de 2014.

## Géographie

Situation de la commune de Port-Saint-Père dans le département de la Loire-Atlantique

Port-Saint-Père est situé à proximité du lac de Grand-Lieu, à 25 km au sud-ouest de Nantes et 30 km à l'est de Pornic.
|                           | Cheix-en-Retz   | Brains                 |
| Rouans                    | Pont-Saint-Père | Saint-Léger-les-Vignes |
| Saint-Hilaire-de-Chaléons | Sainte-Pazanne  | Saint-Mars-de-Coutais  |

### Climat
Pour des articles plus généraux, voir Climat des Pays de la Loire et Climat de la Loire-Atlantique.
En 2010, le climat de la commune est de type climat océanique franc, selon une étude du CNRS s'appuyant sur une série de données couvrant la période 1971-2000. En 2020, Météo-France publie une typologie des climats de la France métropolitaine dans laquelle la commune est exposée à un climat océanique et est dans la région climatique  Bretagne orientale et méridionale, Pays nantais, Vendée, caractérisée par une faible pluviométrie en été et une bonne insolation. 
Pour la période 1971-2000, la température annuelle moyenne est de 12,3 °C, avec une amplitude thermique annuelle de 13,4 °C. Le cumul annuel moyen de précipitations est de 789 mm, avec 12,3 jours de précipitations en janvier et 5,9 jours en juillet. Pour la période 1991-2020, la température moyenne annuelle observée sur la station météorologique de Météo-France la plus proche, « Nantes-Bouguenais », sur la commune de Bouguenais à 11 km à vol d'oiseau, est de 12,7 °C et le cumul annuel moyen de précipitations est de 819,5 mm,. Pour l'avenir, les paramètres climatiques de la commune estimés pour 2050 selon différents scénarios d'émission de gaz à effet de serre sont consultables sur un site dédié publié par Météo-France en novembre 2022.

## Urbanisme

### Typologie
Au 1er janvier 2024, Port-Saint-Père est catégorisée ceinture urbaine, selon la nouvelle grille communale de densité à sept niveaux définie par l'Insee en 2022.
Elle appartient à l'unité urbaine de Port-Saint-Père, une agglomération intra-départementale regroupant deux  communes, dont elle est ville-centre,,. Par ailleurs la commune fait partie de l'aire d'attraction de Nantes, dont elle est une commune de la couronne,. Cette aire, qui regroupe 116 communes, est catégorisée dans les aires de 700 000 habitants ou plus (hors Paris),.

### Occupation des sols
L'occupation des sols de la commune, telle qu'elle ressort de la base de données européenne d’occupation biophysique des sols Corine Land Cover (CLC), est marquée par l'importance des territoires agricoles (86,3 % en 2018), une proportion sensiblement équivalente à celle de 1990 (86,5 %). La répartition détaillée en 2018 est la suivante : 
terres arables (38,6 %), zones agricoles hétérogènes (26,8 %), prairies (19,3 %), forêts (6,2 %), espaces verts artificialisés, non agricoles (4,8 %), zones urbanisées (2 %), cultures permanentes (1,5 %), eaux continentales (0,8 %). L'évolution de l’occupation des sols de la commune et de ses infrastructures peut être observée sur les différentes représentations cartographiques du territoire : la carte de Cassini (XVIIIe siècle), la carte d'état-major (1820-1866) et les cartes ou photos aériennes de l'IGN pour la période actuelle (1950 à aujourd'hui).

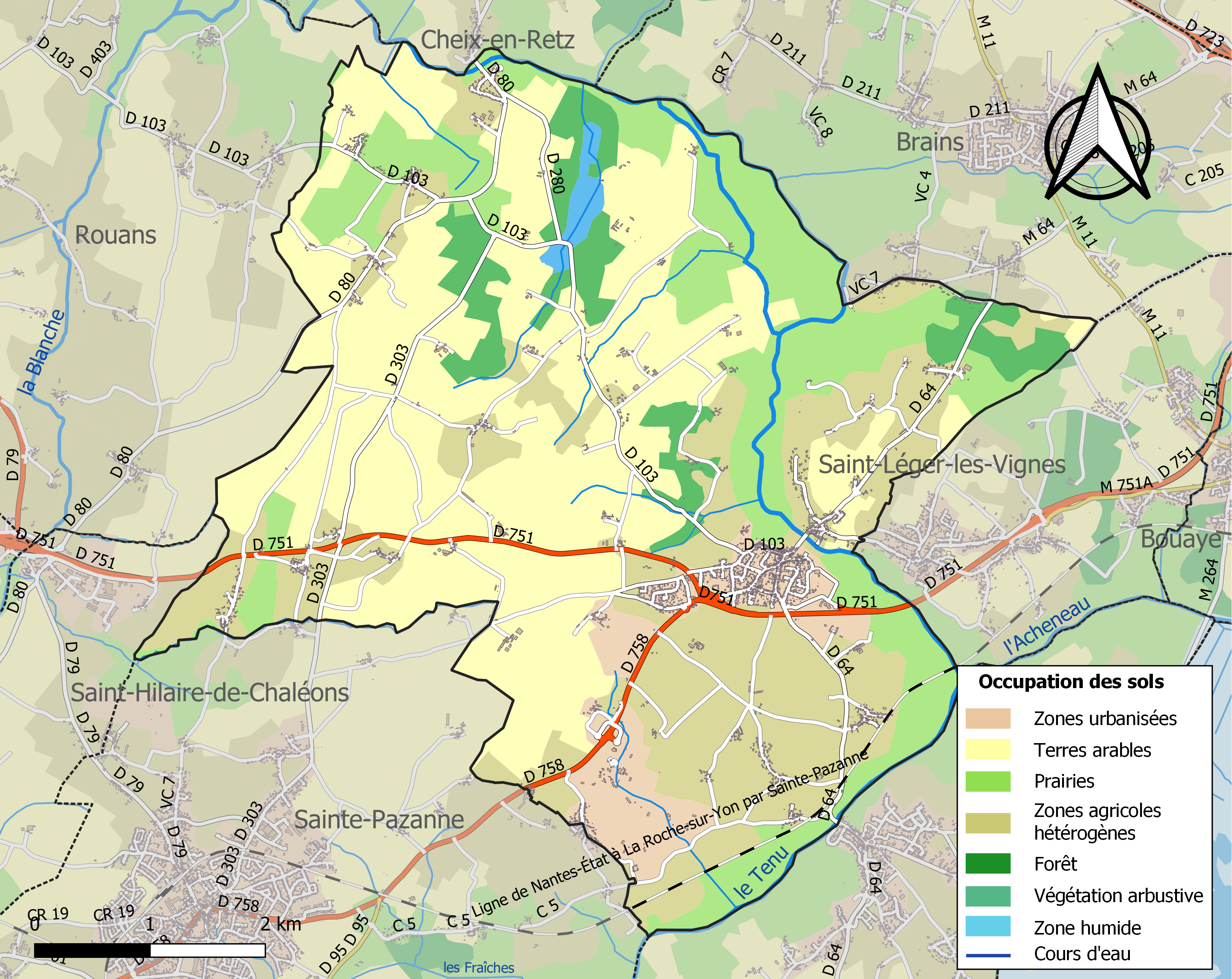
Carte des infrastructures et de l'occupation des sols de la commune en 2018 (CLC).

## Toponymie
Le nom de Port-Saint-Père est attesté sous la forme latinisée Portus Sancti Petri « Port de Saint Pierre ».
Port-Saint-Père possède un nom en gallo, la langue d'oïl locale : Port-Saent-Pèrr selon l'écriture ELG, ou Port Sint Pérr selon l'écriture MOGA. En gallo, le nom de la commune se prononce [pɔʁsɛ̃peʁ].
Durant la Révolution, la commune porte le nom de Port-Boulay.

## Histoire
La commune fait partie de la Bretagne historique, dans le pays traditionnel du pays de Retz et dans le pays historique du Pays nantais.
À la fin de la Seconde Guerre mondiale, à cause de l'existence de la poche de Saint-Nazaire, l'occupation allemande se prolongea à Port-Saint-Père[réf. nécessaire] comme sur l'ensemble des localités voisines de l'estuaire durant neuf mois de plus (d'août 1944 au 11 mai 1945), la reddition effective de la poche intervenant trois jours après la capitulation de l'Allemagne. 

## Héraldique
| Blason | Blasonnement : De gueules à la fasce crénelée d'argent, accompagnée en chef d'une clé d'or posée en fasce, et d'une moucheture d'hermine de sable en pointe. Commentaires : La fasce crénelée évoque le passage stratégique de la rivière l'Acheneau ; la clé rappelle Saint Pierre, saint patron de la paroisse. Les combats sanglants des guerres de 1793-1794 (Guerres de Vendée) sont évoqués par le champ de gueules. La moucheture d'hermine évoquent le blasonnement d'hermine plain de la Bretagne, rappelant l'appartenance passée de la ville au duché de Bretagne. Blason (délibération municipale du 10 mai 1978) enregistré le 25 avril 1979. |

## Population et société

### Démographie
Selon le classement établi par l'Insee, Port-Saint-Père fait partie de l'aire urbaine, de l'unité urbaine, de la zone d'emploi et du bassin de vie de Nantes. Toujours selon l'Insee, en 2010, la répartition de la population sur le territoire de la commune était considérée comme « intermédiaire » : 49 % des habitants résidaient dans des zones « intermédiaires », 43 % dans des zones « peu denses » et 8 % dans des zones « très peu denses ».

#### Évolution démographique
Les données concernant 1793 sont perdues.
L'évolution du nombre d'habitants est connue à travers les recensements de la population effectués dans la commune depuis 1800. Pour les communes de moins de 10 000 habitants, une enquête de recensement portant sur toute la population est réalisée tous les cinq ans, les populations de référence des années intermédiaires étant quant à elles estimées par interpolation ou extrapolation. Pour la commune, le premier recensement exhaustif entrant dans le cadre du nouveau dispositif a été réalisé en 2006.

En 2022, la commune comptait 3 046 habitants, en évolution de +4,67 % par rapport à 2016 (Loire-Atlantique : +6,68 %, France hors Mayotte : +2,11 %).
| 1800  | 1806  | 1821  | 1831  | 1836  | 1841  | 1846  | 1851  | 1856  |
| ----- | ----- | ----- | ----- | ----- | ----- | ----- | ----- | ----- |
| 1 232 | 1 212 | 1 563 | 1 730 | 1 876 | 1 826 | 1 815 | 1 828 | 1 909 |

| 1861  | 1866  | 1872  | 1876  | 1881  | 1886  | 1891  | 1896  | 1901  |
| ----- | ----- | ----- | ----- | ----- | ----- | ----- | ----- | ----- |
| 1 897 | 1 913 | 1 946 | 1 970 | 1 902 | 1 835 | 1 812 | 1 829 | 1 782 |

| 1906  | 1911  | 1921  | 1926  | 1931  | 1936  | 1946  | 1954  | 1962  |
| ----- | ----- | ----- | ----- | ----- | ----- | ----- | ----- | ----- |
| 1 793 | 1 682 | 1 511 | 1 441 | 1 363 | 1 310 | 1 311 | 1 311 | 1 349 |

| 1968  | 1975  | 1982  | 1990  | 1999  | 2006  | 2011  | 2016  | 2021  |
| ----- | ----- | ----- | ----- | ----- | ----- | ----- | ----- | ----- |
| 1 361 | 1 370 | 1 716 | 1 695 | 2 141 | 2 533 | 2 787 | 2 910 | 3 013 |

| 2022  | - | - | - | - | - | - | - | - |
| ----- | - | - | - | - | - | - | - | - |
| 3 046 | - | - | - | - | - | - | - | - |

#### Pyramide des âges
La population de la commune est relativement jeune.
En 2018, le taux de personnes d'un âge inférieur à 30 ans s'élève à 37,5 %, soit au-dessus de la moyenne départementale (37,3 %). À l'inverse, le taux de personnes d'âge supérieur à 60 ans est de 19,7 % la même année, alors qu'il est de 23,8 % au niveau départemental.
En 2018, la commune comptait 1 478 hommes pour 1 433 femmes, soit un taux de 50,77 % d'hommes, largement supérieur au taux départemental (48,58 %).
Les pyramides des âges de la commune et du département s'établissent comme suit.
| Hommes | Classe d’âge | Femmes |
| ------ | ------------ | ------ |
| 0,2    | 90 ou +      | 0,7    |
| 4,6    | 75-89 ans    | 6,5    |
| 14,0   | 60-74 ans    | 13,3   |
| 22,4   | 45-59 ans    | 22,0   |
| 20,2   | 30-44 ans    | 21,2   |
| 19,7   | 15-29 ans    | 15,9   |
| 19,0   | 0-14 ans     | 20,5   |

| Hommes | Classe d’âge | Femmes |
| ------ | ------------ | ------ |
| 0,6    | 90 ou +      | 1,8    |
| 6      | 75-89 ans    | 8,6    |
| 15,1   | 60-74 ans    | 16,4   |
| 19,4   | 45-59 ans    | 18,8   |
| 20,1   | 30-44 ans    | 19,3   |
| 19,2   | 15-29 ans    | 17,4   |
| 19,5   | 0-14 ans     | 17,6   |

## Lieux et monuments
- Château de Briord, construit au XVIIIe siècle et inscrit aux monuments historiques depuis 1977.
- Château de Grandville (ou château de Granville), d'architecture néo-palladienne, construit au XIXe siècle et inscrit aux monuments historiques depuis 1992.
- Château de La Tour, reconstruit en 1800.
- L'église Saint-Pierre, de style néo-gothique, construite au XIXe siècle.

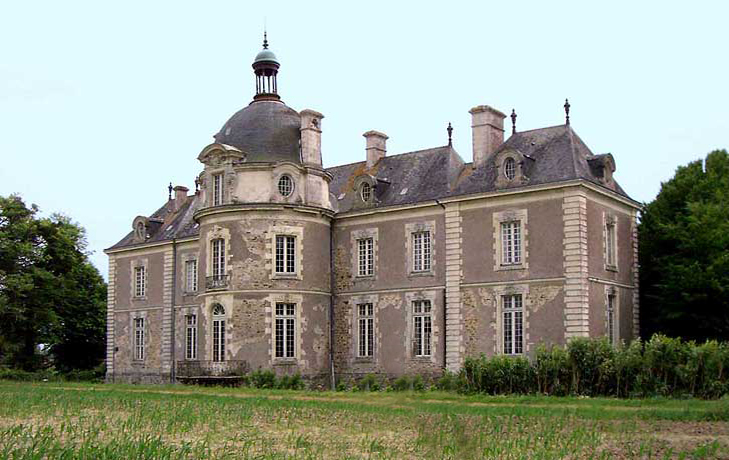
Château de Briord
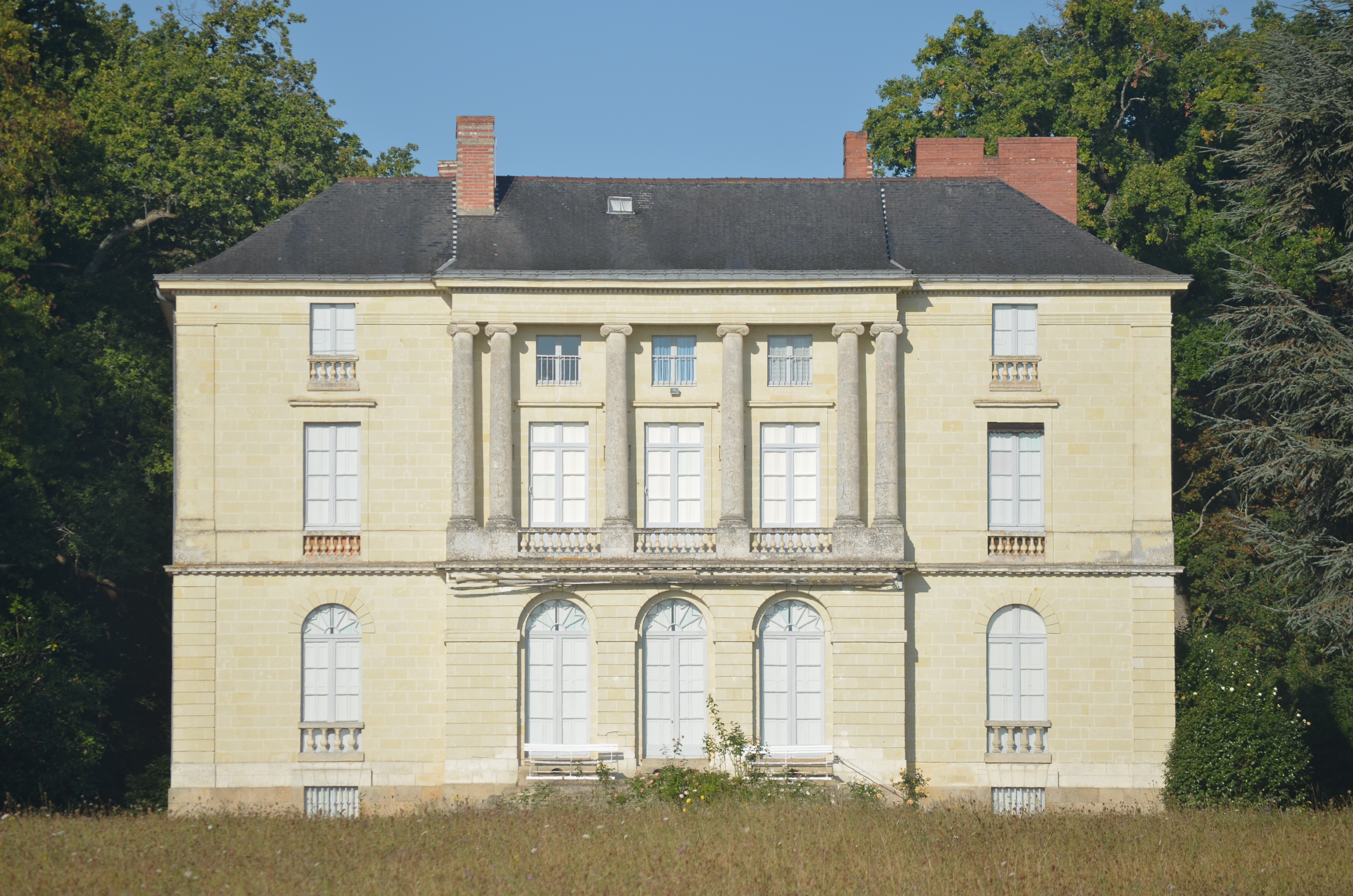
Château de Grandville
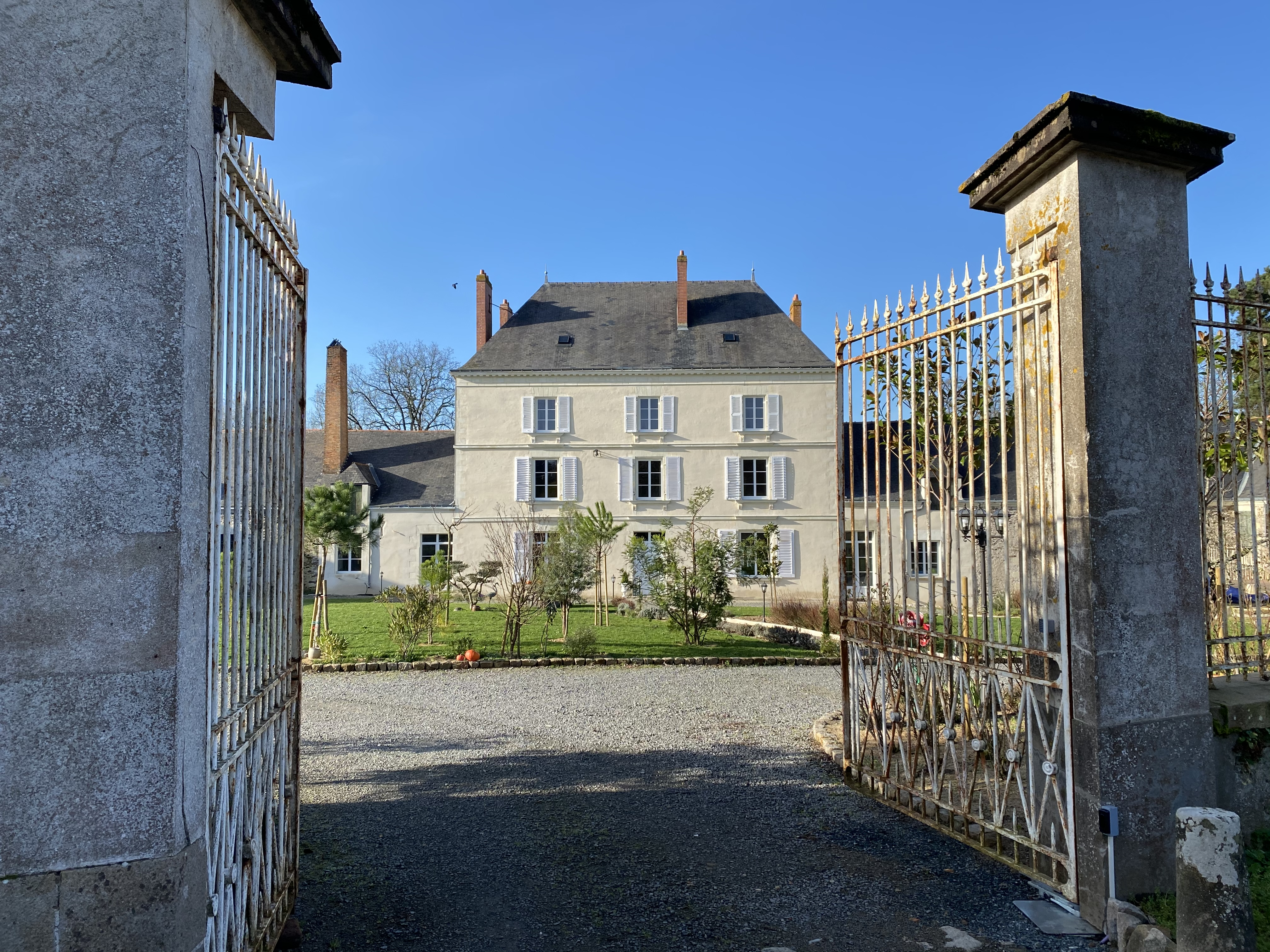
Château de La Tour
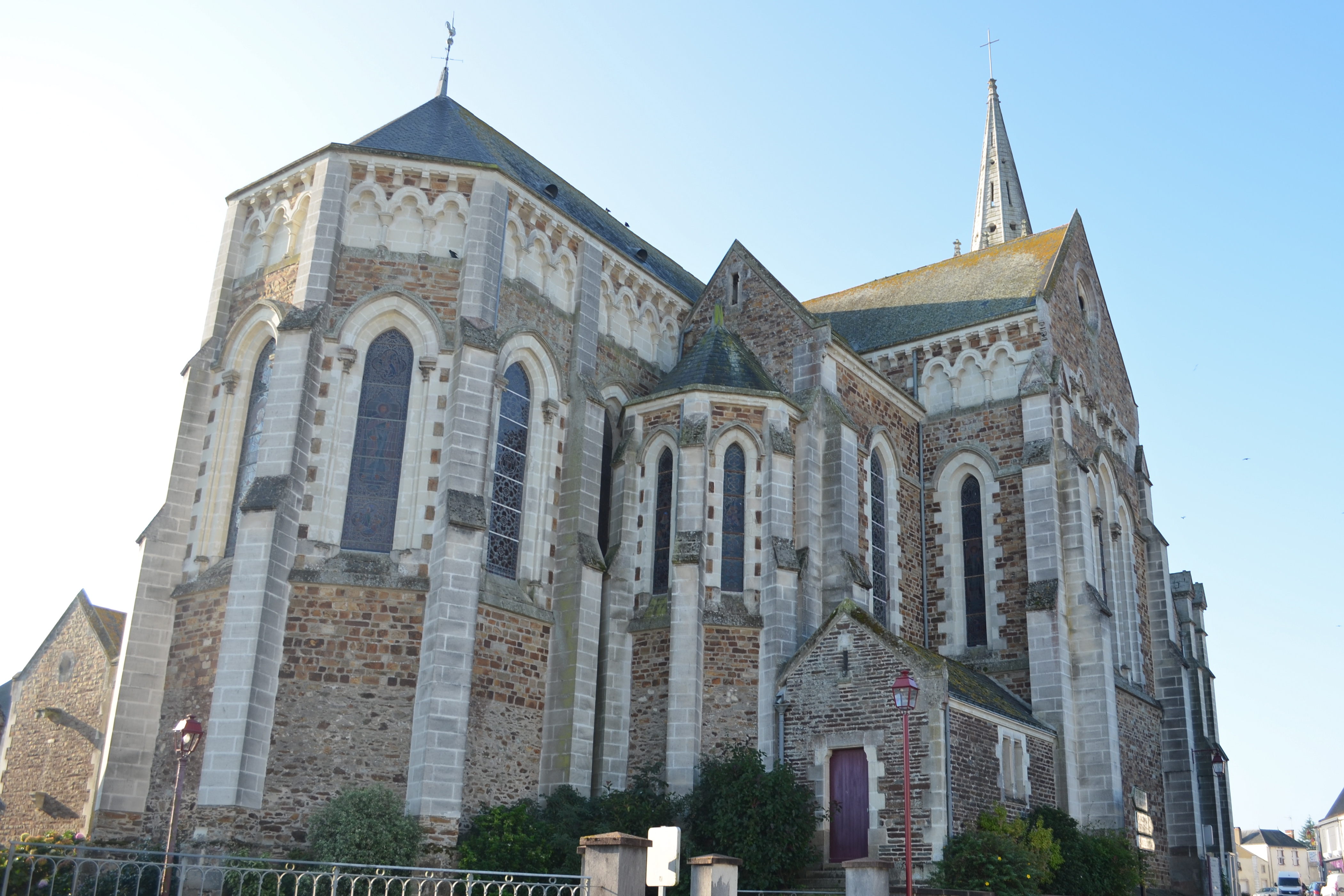
Église Saint-Pierre

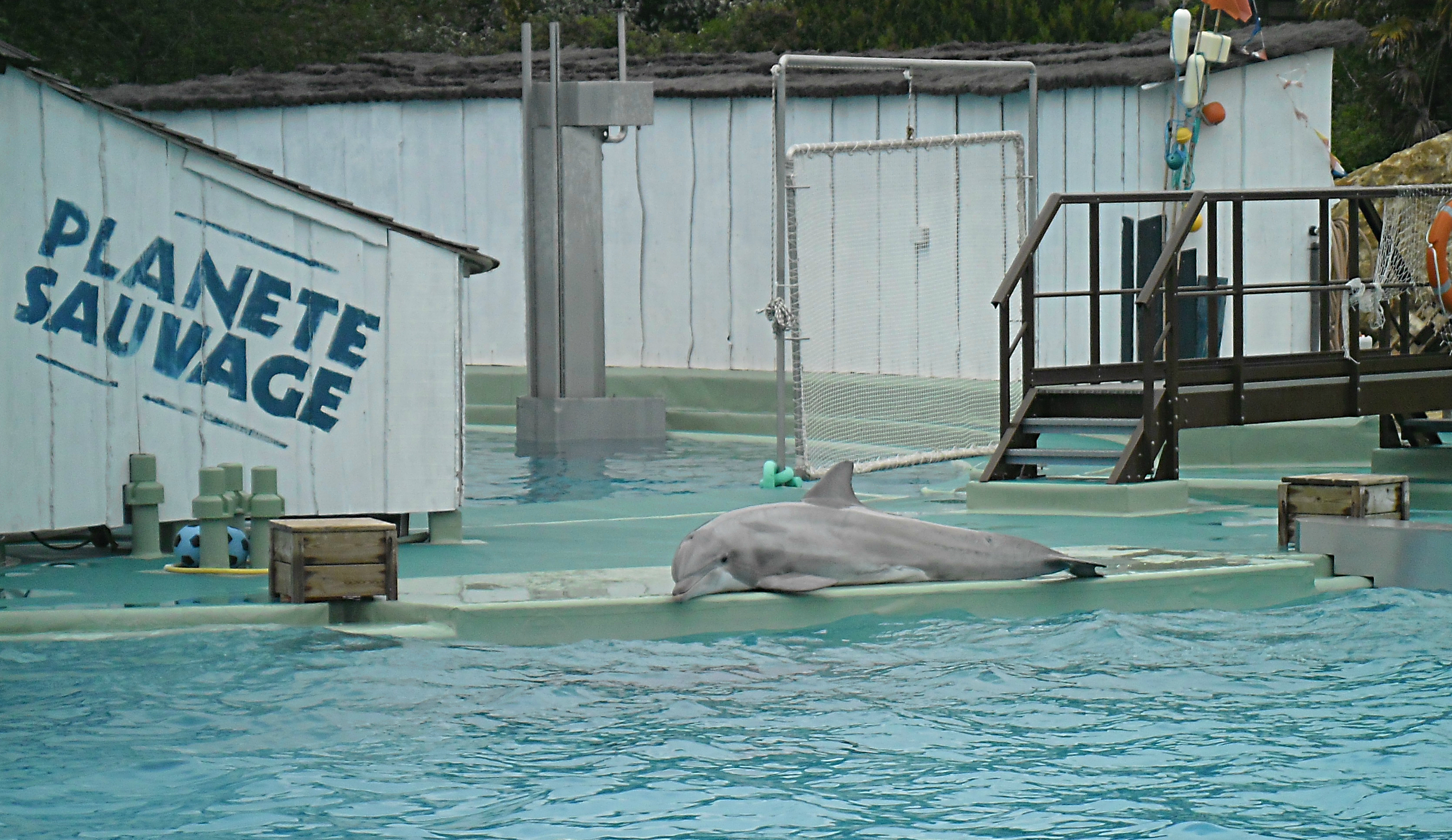
Dauphin à Planète sauvage

- Le village de Bamboula, ouvert en 1994, était une reconstitution de village ivoirien qualifiée par ses détracteurs de zoo humain[28] ; il a été fermé en 1997 et est devenu le parc animalier Planète sauvage[29] qui a conservé seulement le cadre de la savane africaine plus celui d'une steppe mongole.
- Les fermes pédagogiques: La Puillière, La Grande Peltanche, La Petite Peltanche.

## Culture
Le festival Paille en son (musique et arts de rue) existe depuis 2008. Il est organisé par l'association Fullbaz'art.

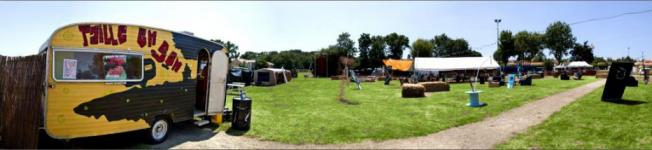
Photo du festival Paille en son

## Transports

### Ferroviaire
- Saint-Mars (halte) 2,6 km
- Bouaye 4,1 km
- Sainte-Pazanne5,8 km
- Nantes (TGV) 17,3 km

### Aérien
- Nantes-Atlantique 10,8 km
- Saint-Nazaire 37,4 km
- Montaigu 40,1 km
- Ancenis 50,2 km
- La Baule 50,2 km

### Routier
- La départementale 758 relie Port-Saint-Père à Beauvoir-sur-Mer.
- La départementale 751 traverse la commune.
- Réseau routier de la Loire-Atlantique
- Cars Aléop : ligne 303

## Personnalités liées à la commune
- Charles Goguet de La Salmonière (1764-1832), officier de l'Armée catholique et royale de Vendée.
- Aristide Locquet de Grandville (1791-1853), militaire et homme politique.
- Charles Thomas, (1915-2008), poète.